# Thury Etele
Thury Etele (Zánka, 1861. október 14. – Pápa, 1917. április 19.) református lelkész, teológiai tanár, egyháztörténész.

## Élete
Pápán tanult, ahol 1882-ben végezte a teológiai tanfolyamot. Ez év őszén Ácsra ment akadémiai rektornak. 1884-ben zánkai káplán, 1885-ben fehérvárcsurgói református lelkész lett; 1886 novemberében soproni fegyházi református lelkésszé nevezték ki; majd 1888-ban Fehérvárcsurgóra, 1892-ben pedig Veszprémvámosra választatott lelkésznek. A veszprémi egyházmegye 1896-ban főjegyzővé és tanácsbíróvá, a dunántúli egyházkerület pedig 1897 márciusában aljegyzővé választotta. 1900 őszétől pápai teológiai tanár volt.
Álnevei: Timár Elek, Kéri Pál (a Szabad Egyházban és a Protestáns Lapban).

## Írásai
Cikkei a Protestáns Egyházi és Iskolai Lapban (1882., 1884-85. sat.); a Vasárnapban (1883. Bibliatörténeti magyarázat gyermekek és ifjak számára 23 czikk, 1883-85. elbeszélések és apróbb czikkek); írt még a Vasárnapi Ujságba (1882-3. Jókai Mór első jutalmat nyert műve «Tűz és víz» beszélye 1842. Egy irodalmi tévedés helyreigazítása, 7. sz. Jókai Mór munkássága a pápai ifjúsági önképzőkörben), a Szabad Egyházba (1887. 22. sz. volt Beythe István Világosvárt?), a Prot. Szemlébe (1889. Adatok a veszprémi egyházmegye történetéhez, 1890. Sibolti Demeter élete és munkái, 1893. Hódosi Sámuel, 1895. Dragoni Gáspár és a körmendi főiskola, 1896. Dunántúl reformatiója, 1898. Eszéki Imre magyar reformátor, 1902. Körmendi Péter), a Dunántúli Protestáns Lapba (1896. A felső-őrsi nemes Antal familia, Dunántúli egyházkerületünk püspökei, 1903. Kálmáncsehi Sántha Márton).

## Munkái
- A fehérvár-csurgói ev. ref. egyház története. Pápa, 1885
- A zánkai ev. ref. egyház története. Budapest, 1886
- Bornemisza Péter dunavidéki első ref. püspök élete és munkái. Budapest, 1887
- A rév-komáromi ev. ref. egyház története a XVI., XVII. században. Budapest, 1889 (különny. a Prot. Egyh. és Isk. Lapból)
- A veszprémi ev. ref. egyház története. Budapest, 1893
- Huszár Pál. Budapest, 1894 (Koszorú I. 8.)
- Az Isten házának építése. Egyházi beszéd elő- és utóimádsággal. Veszprém, 1896
- A szent-antalfai ev. ref. egyház. Pápa, 1896
- Az evangyéliom szerint reformált magyarországi keresztyén egyház története. Tekintettel az ágost. hitv. evang. egyházra. Pápa, 1898
- A veszprémi ev. ref. egyházmegye 1899. júl. 4. Veszprém városában tartott rendes évi közgyűlésének jegyzőkönyve. XI. évf. Pápa, 1899
- Ugyanaz: 1900. júl. 2. Az I.-XII. évf. betűsoros tárgymutatójával. Pápa, 1900
- Iskolatörténeti adattár. Az orsz. ref. tanáregyesület megbízásából. Pápa, 1906., 1908, két kötet
- A dunántúli református egyházkerület története. I. kötet. Pápa, 1908. [több kötet nem jelent meg] (reprint kiadás: Históriaantik Könyvesház, Budapest, 2012, ID 2050000044557)
- A Dunántúli Református Egyházkerület története, 1-2.; sajtó alá rend. Koncsol László; Kalligram, Pozsony, 1998 (Csallóközi kiskönyvtár)